# Basselinia iterata
Basselinia iterata é uma espécie de angiosperma na família Arecaceae. É encontrada apenas na Nova Caledônia.